# أندرو تومسون
أندرو تومسون (بالإنجليزية: Scot Thompson) (11 فبراير 1981 بنيويورك في الولايات المتحدة - ) هو لاعب كرة قدم أمريكي في مركز الدفاع. لعب مع لوس أنجلوس غلاكسي وPortland Timbers (2001–2010) ‏ وCapital FC ‏.

## وصلات خارجية
- أندرو تومسون على موقع الدوري الأمريكي (الإنجليزية)
- أندرو تومسون على موقع قاعدة بيانات كرة القدم.إي يو (الإنجليزية)